# Área metropolitana de Visalia-Porterville
El Área Metropolitana de Visalia y oficialmente como Área Estadística Metropolitana de Visalia-Porterville, CA MSA tal como lo define la Oficina de Administración y Presupuesto, es un Área Estadística Metropolitana centrada en las ciudades de Visalia y Porterville en el estado estadounidense de California. El área metropolitana tenía una población en el Censo de 2010 de 442.179 habitantes, convirtiéndola en la 111.º área metropolitana más poblada de los Estados Unidos. El área metropolitana de Visalia comprende solamente el condado de Tulare y la ciudad más poblada es Visalia.

## Composición del área metropolitana

### Ciudades
Dinuba |
Exeter |
Farmersville |
Lindsay |
Porterville |
Tulare |
Visalia |
Woodlake 

### Lugares designados por el censo
Allensworth |
Alpaugh |
California Hot Springs |
Camp Nelson |
Cedar Slope |
Cutler |
Delft Colony |
Ducor |
Earlimart |
East Orosi |
East Porterville |
East Tulare Villa |
Goshen |
Hartland |
Idlewild |
Kennedy Meadows |
Ivanhoe |
Lemon Cove |
Lindcove |
Linnell Camp |
London |
Matheny |
McClenney Tract |
Monson |
Orosi |
Panorama Heights |
Patterson Tract |
Pierpoint |
Pine Flat |
Pixley |
Plainview |
Poplar-Cotton Center |
Ponderosa |
Posey |
Poso Park |
Richgrove |
Rodriguez Camp |
Sequoia Crest |
Seville |
Silver City |
Springville |
Strathmore |
Sugarloaf Mountain Park |
Sugarloaf Saw Mill |
Sugarloaf Village |
Sultana |
Terra Bella |
Teviston |
Three Rivers |
Tipton |
Tooleville |
Traver |
Waukena |
West Goshen |
Wilsonia |
Woodville |
Yettem 